# バイオハザード ザ・マーセナリーズ 3D
『バイオハザード ザ・マーセナリーズ 3D』（バイオハザード ザ・マーセナリーズ スリーディー、BIOHAZARD THE MERCENARIES 3D）は、2011年6月2日にカプコンより発売されたニンテンドー3DS用ゲームソフト。アメリカでは同年6月28日、ヨーロッパでは7月1日に発売された。

## 概要
バイオハザードシリーズのボーナスモード「THE MERCENARIES」（「MC」）に特化し、スキルのカスタマイズなどの新要素を追加した上で単独ソフト化したもの。2010年9月の任天堂カンファレンス2010で発表された。CMソングは黒夢『アロン』。セーブデータは1つのみで、初期化が不可能の仕様となっている。Best Price!版ではタイトルメニューに「NEW GAME」が追加されており、上書きして最初からプレイできるようになった。
本作と『バイオハザード リベレーションズ』は平行して開発されており、本作で培った開発ノウハウが『リベレーションズ』に活かされている。

## システム
骨子となるシステムは『バイオハザード5』（『5』）における「MC」のものを流用しており、一定秒数以内に次の敵を倒してコンボを繋いでいくことに加え、体術で敵に止めを刺すことで残りタイムを増やしながらスコアを稼いでいく内容となっている。『5』同様、co-op（オンラインおよびローカル）に対応している。
スキル
約30種類のスキルから各キャラクター3つを選択して装備し、クリティカル率アップやダメージの軽減などの効果を得ることができる。ミッションクリア時に得られるスキルポイントを用いてレベルアップさせることで、効果を上げられる。

## 登場人物
クリス・レッドフィールド
武器はハンドガン/M92F、ショットガン/M37、ライフル/S75。Exコスチュームはパイロットスーツ。
体術は『5』の「MC」と同じく、豪腕を活かした殴り技を主体にしている。
ジル・バレンタイン
声：Patricia Lee
武器はマシンガン/SG556、ナイフ、ショットガン/M3。Exコスチュームはカジュアル。
体術は『5』の「MC」と同じく、柔軟かつ華麗な足技で戦う。
レベッカ・チェンバース
武器はマシンガン/MP5、グレネードランチャー（炸裂）。Exコスチュームはナース。
体術は格闘術のほか、催涙スプレーやスタンガンといったサブウェポンも使用する。ヘッドショット時の体術は『5』では「火炎スプレー」でマジニを1撃で倒せる威力だったが、今作では「プッシュアウト」に弱体化されている。
クレア・レッドフィールド
武器はハンドガン/マチルダ、グレネードランチャー（電撃）、ライフル/PSG-1。Exコスチュームはスーツ。
体術は足技を得意とし、兄仕込みの拳打によるコンビネーションパンチも駆使する。
ハンク
武器はハンドガン/P8、グレネードランチャー（閃光）、マシンガン/AK74。Exコスチュームは死神。
体術は暗器を用いた暗殺術を主体とし、”サイスシュート”は無類の強さを誇る。ダウンした敵に対しては、通常装備とは別のハンドガン（無限弾）を使用した”トリプルタップ”を使う。
バリー・バートン
武器はハンドガン/サムライエッジ、マグナム/M500、ライフル/ドラグノフ。Exコスチュームはアメリカン。
体術はプロレスを彷彿させる荒技が多く、ダウンした敵に対しては、通常装備とは別のマグナム（無限弾）をも使用する。
ジャック・クラウザー
武器はアーチェリー、ナイフ、ロケットランチャー。Exコスチュームは外骨格スーツ。
体術は蹴り技を主体とし、ナイフを使ったアクションもある。
アルバート・ウェスカー
武器はハンドガン/サムライエッジ、マグナム/L.ホーク、ショットガン/ハイドラ。Exコスチュームはウロボロス。
体術は強力な掌打を主体とし、足技も使った幅広い戦いをする。

## 登場クリーチャー
マジニ
『5』に登場するモブ。ケファロやデュバリアになる個体もいる。
ガナード(邪教徒)
『4』に登場するモブ。通常のガナードと異なり、どちらかというとマジニに近い。
ガラドール
『4』に登場する爪の敵。
チェーンソーマジニ
『5』に登場するチェーンソー持った敵。
ガナード(チェーンソー系)
『4』の「MC」に登場するチェーンソーを振り回す敵。
ガトリングマジニ
『5』に登場するガトリングマン。
ブイキチワ
『5』に登場する虫。
巨漢マジニ
『5』に登場する一回り大きな敵。
処刑マジニ
『5』に登場する斧をぶん回す処刑人。
B.O.W.(生物兵器)
今作では『B.O.W.』の名で登場しているが、『5』に登場する『ポポカリム』という蝙蝠。

## 登場する武器

### ハンドガン
M92F
P8
マチルダ
サムライエッジ
レッド9

### ショットガン
M37
M3
ハイドラ

### マシンガン
MP5
SG556
AK74

### ライフル
S75
ドラグノフ
PSG1

### マグナム
L.ホーク
M500

### その他
ナイフ
手榴弾
閃光手榴弾
感知式爆弾
アーチェリー
グレネードランチャー
グレネードランチャー(2-Way)
ロケットランチャー